# سوکولکی (شهرستان بلوکاتایسکی، باشقیرستان)
سوکولکی (به لاتین: Sokolki) یک منطقهٔ مسکونی در روسیه است که در باشقیرستان واقع شده‌است.